# Serra del Crestall
La Serra del Crestall és una serra situada al municipi de Gandesa a la comarca de la Terra Alta, amb una elevació màxima de 521 metres.